# Вторая линия (Екатеринбург)
Вторая линия Екатеринбургского метрополитена — проектируемая линия Екатеринбургского метрополитена, являющаяся объектом многолетних общественно-политических дискуссий, разработка которой было официально остановлена в конце 2021 года из-за экономических трудностей региона и решения федеральных органов власти, однако, по словам городской администрации, от неё окончательно не отказываются. Кроме того, осенью 2023 года свою помощь предложила минская организация «Минскметропроекта». В качестве временной замены линии рассматривается возможность создания наземного городского железнодорожного транспорта совместно с РЖД, в средствах массовой информации и пиар-кампаниях ошибочно именуемый «наземным метро», на самом деле являясь «городской электричкой».

## История
Изначально, при появлении самой идеи о строительстве Екатеринбургского метрополитена, в облкоме Свердловской речи предполагалось формирование двух линий гипотетического метро ещё в начале 60-х годов — планировалось создание линий север-юг и запад-восток, которые сходились бы на площади 1905 года.
Впервые вторая линия упоминается в проектных планах «Гипрокоммундортранс» при сборе данных для технико-экономического обоснования (ТЭО) в начале 1970-х годов, после чего было предложено сформировать три линии метрополитена для развития транспортной системы города.
Уже в 1975 году, при принятии плана транспортного развития города, Совет министров постановил о создании как минимум двух веток метрополитена, а в 1976 году был разработан ТЭО, который рекомендовал строительство трёх веток метро.
Более подробные планы о строительстве второй ветки появились только с окончанием строительства первой линии, после чего возникли логичные идеи и запросы в продолжении плана развития, и следовательно строительстве второй ветки метро, которая бы соединила ВИЗ—Центр—ЖБИ, разгружая транспортные системы города. Изначально, строительство планировалось с запада на восток, а само строительство должно было разделяться на два пусковых участка: «Верх-Исетский» — «Площадь 1905 года» и «Площадь 1905 года» — «Каменные Палатки». 
Так, по проекту, первый пусковой участок должен содержать станции: Верх-Исетский, Металлургов, Татищевская, Уральских коммунаров, Площадь 1905 года. Для строительства предполагалось закупить новый горнопроходческий поезд.
Согласно заявлениям бывшего сити-менеджера Екатеринбурга Александра Якоба и бывшего замглавы администрации города Владимира Крицкого, первый пусковой участок (ВИЗ — центр) планировалось запустить к 2018 году (то есть за 5-6 лет), но приступить к строительству возможно будет только при наличии источников софинансирования из бюджетов разных уровней: городской бюджет планировал выделить четверть необходимых денег, область продолжала поиск источников финансирования, однако в федеральном бюджете денег на софинансирование строительства метро не было заложено.
В начале 2013 года, стоимость строительства первого пускового участка оценивалась на сумму в 32 млрд. рублей. В рамках городского бюджета на 2013 год были выделены бюджетные средства на разработку рабочего проекта 1-го пускового участка линии, началось проектирование линии.
2 ноября 2016 года был утверждён окончательный предварительный проект второй линии метрополитена: от станции «Верх-Исетский» до станции «Каменные палатки» через «Площадь 1905 года».
На пресс-конференции 19 декабря 2019 года президент Российской Федерации Владимир Путин на вопрос о возможности строительства второй линии метрополитена в Екатеринбурге ответил: «вначале построим первую в Красноярске».
В проекте бюджета Екатеринбурга на 2022 год средства на создание проектной документации второй линии метрополитена не предусмотрены. План пока в разработке мэром Екатеринбурга.